# Coppa Bernocchi 1985
De 67e editie van de wielerwedstrijd Coppa Bernocchi werd gehouden op 20 augustus 1985. De wedstrijd begon Legnano in en eindigde na 235,6 kilometer in Lonate Ceppino. De titelverdediger was de Italiaan Vittorio Algeri. Johan van der Velde schreef als eerste Nederlander deze wedstrijd op zijn naam.

## Uitslag
| Einduitslag |                     |                        |          |
| Plaats      | Naam                | Ploeg                  | Tijd     |
| 1           | Johan van der Velde | Vini Ricordi           | 5u25'35" |
| 2           | Moreno Argentin     | Sammontana             | + 0’38"  |
| 3           | Giovanni Mantovani  | Supermercati Brianzoli | z.t.     |
| 4           | Jürg Bruggmann      | Malvor-Bottecchia      | + 0’40"  |
| 5           | Claudio Corti       | Supermercati Brianzoli | + 0’42"  |
| 6           | Stefano Colagè      | Dromedario-Laminox     | z.t.     |
| 7           | Pierino Gavazzi     | Atala-Campagnolo       | z.t.     |
| 8           | Jean-Marie Grezet   | Cilo-Aufina            | + 0’43"  |
| 9           | Bruno Leali         | Carrera-Inoxpran       | + 0’48"  |
| 10          | Alessandro Pozzi    | Ariostea               | z.t.     |

1919 · 1920 · 1921 · 1922 · 1923 · 1924 · 1925 · 1926 · 1927 · 1928 · 1929 · 1930 · 1931 · 1932 · 1933 · 1934 · 1935 · 1936 · 1937 · 1938 · 1939 · 1940 · 1941 · 1942 · 1943 · 1944 · 1945 · 1946 · 1947 · 1948 · 1949 · 1950 · 1951 · 1952 · 1953 · 1954 · 1955 · 1956 · 1957 · 1958 · 1959 · 1960 · 1961 · 1962 · 1963 · 1964 · 1965 · 1966 · 1967 · 1968 · 1969 · 1970 · 1971 · 1972 · 1973 · 1974 · 1975 · 1976 · 1977 · 1978 · 1979 · 1980 · 1981 · 1982 · 1983 · 1984 · 1985 · 1986 · 1987 · 1988 · 1989 · 1990 · 1991 · 1992 · 1993 · 1994 · 1995 · 1996 · 1997 · 1998 · 1999 · 2000 · 2001 · 2002 · 2003 · 2004 · 2005 · 2006 · 2007 · 2008 · 2009 · 2010 · 2011 · 2012 · 2013 · 2014 · 2015 · 2016 · 2017 · 2018 · 2019 · 2020 · 2021 · 2022 · 2023 · 2024